# Fehértó, Győr-Moson-Sopron
Fehértó  este un sat în districtul Győr, județul Győr-Moson-Sopron, Ungaria, având o populație de 482 de locuitori (2011). 

## Demografie
Componența etnică a satului Fehértó
     Maghiari (96,42%)
     Germani (3,58%)
Componența confesională a satului Fehértó
     Romano-catolici (66,39%)
     Luterani (4,15%)
     Fără religie (2,28%)
     Reformați (1,24%)
     Greco-catolici (1,04%)
     Necunoscută (24,9%)
     Alte religii (0,62%)
Conform recensământului din 2011, satul Fehértó avea 482 de locuitori. Din punct de vedere etnic, majoritatea locuitorilor (96,42%) erau maghiari, cu o minoritate de germani (3,58%).  Din punct de vedere confesional, majoritatea locuitorilor (66,39%) erau romano-catolici, existând și minorități de luterani (4,15%), persoane fără religie (2,28%), reformați (1,24%) și greco-catolici (1,04%). Pentru 24,9% din locuitori nu este cunoscută apartenența confesională.